# Danmarks Brydeforbund
Danmarks Brydeforbund (DB) er brydningens officielle specialforbund i Danmark og medlem af Danmarks Idræts-Forbund og Danmarks Olympiske Komité.
Brydeforbundet blev stiftet 13. januar 1901. I 2009 var der 25 klubber og 1857 medlemmer under DB.
Forbundet var vært for VM i brydning 2009.